# 維利沙尼齊亞 (季斯梅尼齊亞區)
48°57′14″N 24°52′51″E / 48.95389°N 24.88083°E
維利沙尼齊亞（烏克蘭語：Вільшаниця），是烏克蘭西部的村莊，隸屬伊萬諾-弗蘭科夫斯克州的伊萬諾-弗蘭科夫斯克區。該村始建於1439年，面積18平方公里，2001年人口1,752，人口密度每平方公里97.4人。